# Izoflavonă

Structura moleculară a unei izoflavone. Genisteina (5-OH, 7-OH, 4'-OH) sau daidzeina (7-OH, 4'-OH) sunt exemple de izoflavone.

Izoflavonele alcătuiesc o clasă de izoflavonoide, iar o mare parte dintre acestea acționează ca fitoestrogeni la speciile de mamifere. Izoflavonele sunt biosintetizate aproape în exclusivitate de membrii familiei Fabaceae (Leguminosae).
Nucleul de izoflavonă este izomer cu cel de flavonă, fiind un derivat de cromonă substituită în poziția 3 cu o grupă fenil.

## Reprezentanți
- Daidzeină
- Genisteină
- Gliciteină
- Rotenonă

Glicozide
- Daidzină
- Genistină
- Iridină
- Ononină
- Puerarină